# Margarita (singel)
Margarita – ósmy singel polskiej piosenkarki Margaret z jej piątego solowego albumu studyjnego, zatytułowanego Siniaki i cekiny. Singel został wydany 2 sierpnia 2024.
Kompozycja znalazła się na 18. miejscu listy OLiA, najczęściej odtwarzanych utworów w polskich rozgłośniach radiowych.

## Geneza utworu i historia wydania
Utwór napisali i skomponowali Małgorzata Jamroży, Ryan Bickley, Piotr Kozieradzki i Bhavik Pattionki, który również odpowiada za produkcję utworu.
Piosenka została umieszczona na piątym solowym albumie studyjnym Margaret – Siniaki i cekiny.

## „Margarita” w stacjach radiowych
Nagranie było notowane na 18. miejscu w zestawieniu OLiA, najczęściej odtwarzanych utworów w polskich rozgłośniach radiowych.

## Teledysk
Do utworu powstał teledysk w reżyserii Łukasza Jasiukowicza, Agaty Niedziałkowskiej, Rafała Szydłowskiego i Pawła Muzyka, który udostępniono w dniu premiery singla za pośrednictwem serwisu YouTube.

## Notowania

### Pozycja na liście airplay
| Kraj   | Lista (2024)                   | Najwyższa pozycja |
| ------ | ------------------------------ | ----------------- |
| Polska | OLiS – oficjalna lista airplay | 18                |

## Wyróżnienia
| Rok  | Konkurs                  | Kategoria    | Rezultat    |
| ---- | ------------------------ | ------------ | ----------- |
| 2024 | Przebój roku RMF FM 2024 | Przebój roku | 91. miejsce |